# میکائیل هواکیمیان
میکائیل یرجانیکی هواکیمیان (ارمنی: Միքայել Երջանիկի Հովակիմյան زاده ۱۷ مارس ۱۹۵۴) یک خواننده اپرا اهل ارمنستان است. وی از سال میلادی تاکنون مشغول فعالیت بوده است.

## زندگی‌نامه
وی در ۱۷ مارس ۱۹۵۴ در ایروان به دنیا آمد و از کنسرواتوار دولتی کومیتاس ایروان فارغ‌التحصیل شد. وی در تالار آکادمی ملی اپرا و باله آلکساندر اسپنداریان فعالیت وی می‌کرد. همچنین برندهٔ جوایزی همچون هنرمند افتخاری جمهوری ارمنستان (۲۰۰۹) و مدال یادبود گریگور نارکاتسی ۲۰۱۴ شده است.

## یادداشت
1. ↑  ՀՀ մշակույթի նախարարության «Գրիգոր Նարեկացի» հուշամեդալ